# فضيحة الاعتداء الجنسي على لاعبات الجمباز في الولايات المتحدة

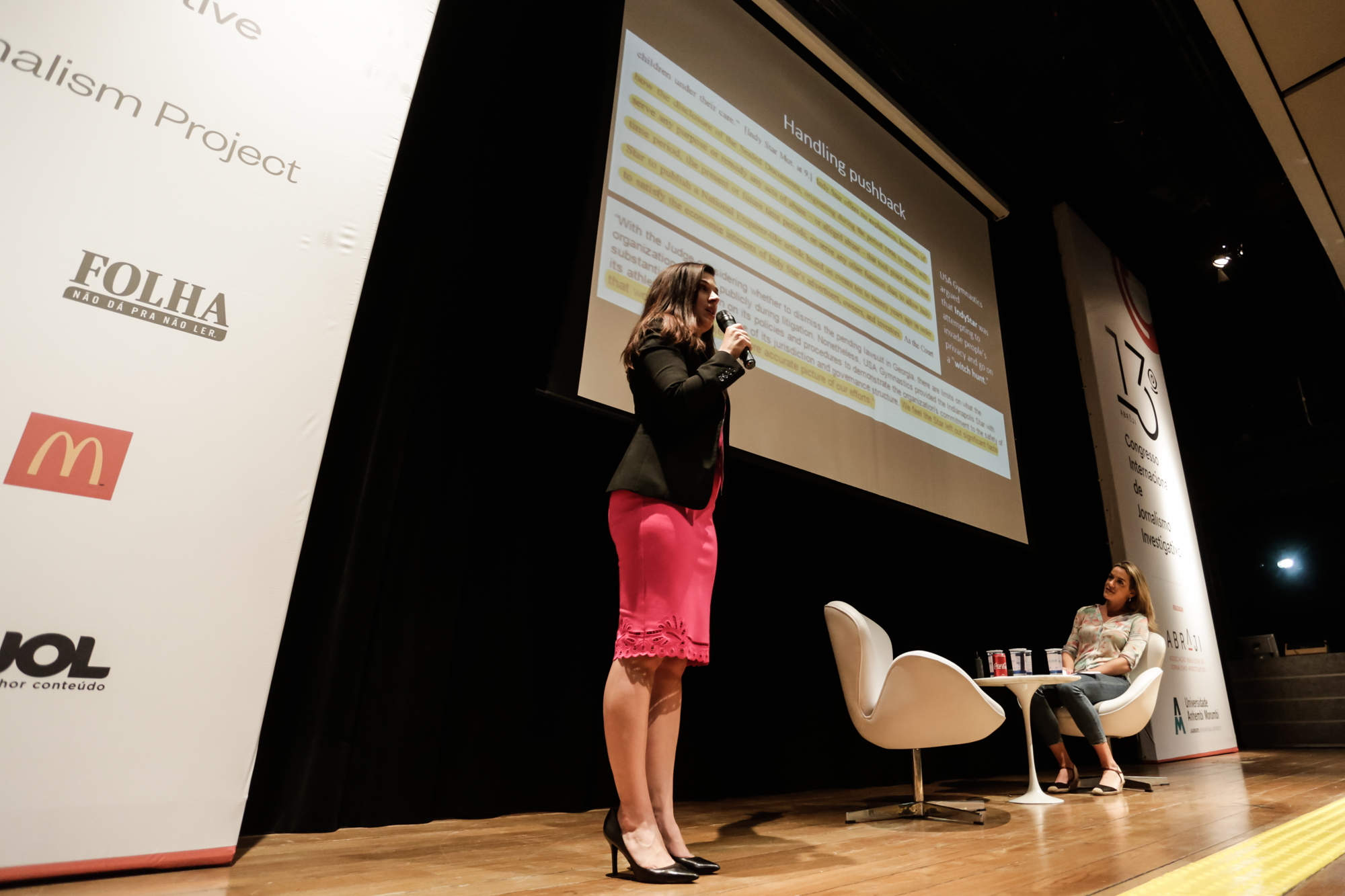
فتيات تعرضن للاعتداء جنسي

تشمل فضيحة الاعتداء الجنسي على لاعبات الجمباز في الولايات المتحدة الاعتداء الجنسي على لاعبات معظمهم من القاصرات خلال العقدين السابقين، حيث تم الاعتداء جنسيًا على أكثر من 368 فردًا من «مسئولي صالات رياضية، مدربين، وعاملين ببرامج الجمباز حول البلد».
اتهمت لاعبات الجمباز لاري نصار، طبيب تقويم العظام في المنتخب الوطني الأمريكي للجمباز سابقًا، في عدة قضايا وقالوا بأن نصار اعتدى جنسيًا عليهن بحجة تقديم علاج طبي. منذ أول تصريحات علنية ظهرت في سبتمبر/أيلول لعام 2016 لأكثر من 265 امرأة بالإضافة إلى عضوات المنتخب الوطني الأمريكي للجمباز وهن، جيمي دانتزشر، مورغان وايت، جانيت أنتولين، مكايلا ماروني، آلي ريسمان، ماجي نيكولز، غابي دوغلاس، سيمون بايلز، جوردان ويبر، سابرينا فيجا، أشتون لوكلير، كايلا روس، مادسيون كوسيان، أماندا جيتتر، تاشا تشفييرت، ماتي لارسون، بايلي كي، كينيدي بيكر، وإليسا باومان؛ جميعهن اتهموا نصار بالاعتداء عليهن. وتُعد تلك الفضيحة هي إحدى أكبر فضائح الاعتداء الجنسي في تاريخ الرياضة. في 11 من يوليو/تموز لعام 2017، اُتهم نصار بتهم فيدرالية خاصة باستغلال الأطفال إباحيًا؛ وكذلك حُكم عليه بالسجن لمدة 60 عامًا في 7 من ديسمبر/كانون الأول لعام 2017. وفي 22 من نوفمبر/تشرين الثاني لعام 2017، اُتهم بسبع تهم مشددة من الاعتداء الجنسي واُتهم مذنبًا بعد أسبوع بثلاث تهم آخرى. أما في 24 من يناير/كانون الثاني لعام 2018، حُكم على نصار بسنوات إضافية وهي من 40 إلى 175 عامًا والمقرر لها أن تنفذ بعد تنفيذ حكم الستين العام الفيدرالي بتهمة المواد الإباحية للأطفال. في الخامس من فبراير/شباط لعام 2018، حُكم على نصار بسنوات إضافية وهي من 40 إلى 125عامًا.
وجدت التحقيقات على مدار تسعة أشهر بأنه «كان يسمح للمدربين العدوانيين بالتنقل من صالة رياضية لأخرى، بدون أي نظام قانوني للرقابة، أو التنقل عبر الصالات الرياضية الموثقة للجمباز بالولايات المتحدة على نحو خطير». واُتهم كل من منتخب الولايات المتحدة الأمريكية للجمباز وجامعة ولاية ميشيغان – حيث كان نصار عضوًا فيها – بالتسهل بموضوع اعتداء نصار وتم استدعائهم كمدعي عليهم في قضايا مدنية التي أقامها لاعبو جمباز سابقون ضده.
بخلاف قضية نصار، اشترك مدربين آخرين حول البلد في تلك الفضيحة، في مناطق مثل ميتشغان، وبنسلفانيا، وكاليفورنيا، ورود آيلند، واندينا.
في 16 من مايو/أيار لعام 2018، أُعلن بأن الناجيات سيتم منحهن جائزة آرثر أش للشجاعة.